# Antonio Molino Rojo
Antonio Molino Rojo (* 14. September 1926 in Venta de Banos, Palencia; † 2. November 2011 in Barcelona) war ein spanischer Schauspieler.

## Leben
Molino Rojo trat vor allem durch zahlreiche Auftritte in Italowestern in Erscheinung; zu seinen über 90 Filmen gehören Klassiker wie die Dollar-Trilogie Sergio Leones (und dessen Spiel mir das Lied vom Tod), aber auch zahlreiche B-Filme.
Neben diesen Western war er häufig in Kriminal- und Horrorfilmen besetzt; sein letzter Film Sinatra (1988) war ein Drama. Zu seinen Pseudonymen zählen Antonio Rojo und Red Mills.
Seit Ende der 1940er Jahre war Molino Rojo in Kleinrollen und als Double zu sehen; seine erste Rolle hatte er in Aventuras de don Juan Mairena (1948).

## Filme (Auswahl)
- 1955: Herr Satan persönlich (Mr. Arkadin)
- 1962: Bienvenido, padre Murray
- 1962: Due contro tutti
- 1962: Zorro – das Geheimnis von Alamos (La venganza del Zorro)
- 1963: Perseus – der Unbesiegbare (Perseo l'invincibile)
- 1964: Für eine Handvoll Dollar (Per un pugno di dollari)
- 1964: Das Gesetz der Zwei (I due violenti)
- 1964: Die letzte Kugel traf den Besten (Aventuras del Oeste)
- 1965: Finger on the Trigger
- 1965: Für ein paar Dollar mehr (Per qualche dollari in più)
- 1965: Die Gejagten der Sierra Nevada (El ranch de los implacables)
- 1965: Die Hölle von Manitoba
- 1965: Cuatro dólares de venganza
- 1965: Die Todesminen von Canyon City (¡Que viva Carrancho!)
- 1966: Die 7 Pistolen des McGregor (7 pistole per i MacGregor)
- 1966: Der Mann aus Texas (The Texican)
- 1966: Das Superding der 7 goldenen Männer (Il grande colpo dei 7 uomini d’oro)
- 1966: Tampeko – Ein Dollar hat zwei Seiten (Per pochi dollari ancora)
- 1966: Die unerbittlichen Fünf (I cinque della vendetta)
- 1966: Zwei glorreiche Halunken (Il buono, il brutto, il cattivo)
- 1966: Unter der Flagge des Tigers (El tigre de los siete mares)
- 1966: Donner über dem Indischen Ozean (Tormenta sobre el Pacífico)
- 1968: Spiel mir das Lied vom Tod (C'era una volta il West)
- 1967: Der Gehetzte der Sierra Madre (La resa dei conti)
- 1967: Mehr tot als lebendig (Un minuto per pregare, un istante per morire)
- 1968: Töte alle und kehr allein zurück (Ammazzali tutti e torna solo)
- 1969: Garringo – der Henker (Garringo)
- 1969: Um sie war der Hauch des Todes (Los desesperados)
- 1970: Dein Leben ist keinen Dollar wert (Veinte pasos para la muerte)
- 1970: Manos torpes
- 1970: Rancheros (La diligencia de los condenados)
- 1971: Un colt por 4 cirios
- 1972: Una cuerda al amanecer
- 1972: Lo ammazzò come un cane, ma… lui rideva ancora
- 1973: Le llamaban Calamidad
- 1974: Los buitres cavarán tu fosa
- 1976: Es muß nicht immer Kaviar sein (TV)
- 1978: La ciudad maldita
- 1980: Patricia – Einmal Himmel und zurück
- 1982: Catherine